# 616 v. Chr.
Portal Geschichte | Portal Biografien | Aktuelle Ereignisse | Jahreskalender | Tagesartikel

◄ |
8. Jahrhundert v. Chr. |
7. Jahrhundert v. Chr. |
6. Jahrhundert v. Chr. |
►

◄ | 630er v. Chr. | 620er v. Chr. | 610er v. Chr. | 600er v. Chr. |
590er v. Chr. |
►

◄◄ | ◄ | 619 v. Chr. | 618 v. Chr. | 617 v. Chr. | 616 v. Chr. |
615 v. Chr. |
614 v. Chr. |
613 v. Chr. |
► |
►►

## Ereignisse

### Politik und Weltgeschehen
- Der babylonische König Nabopolassar zieht mit einem Heer gegen das zerfallende assyrische Reich.

### Wissenschaft und Technik
- 10. Regierungsjahr des babylonischen Königs Nabopolassar (616 bis 615 v. Chr.): Im babylonischen Kalender fällt der Jahresbeginn des 1. Nisannu auf den 7.–8. März[1]; der Vollmond im Nisannu auf den 21.–22. März[1] (Frühlingsbeginn) und der 1. Tašritu auf den 1.–2. Oktober[1].[2]
- 10. Regierungsjahr des babylonischen Königs Nabopolassar: Der ausgerufene Schaltmonat Ululu II beginnt am 1. September[1].